# Jon Errasti
Jon Errasti Zabaleta (Éibar, Guipúzcoa, 6 de junio de 1988) es un futbolista español sin equipo que jugó  como centrocampista defensivo en la Unión Deportiva Logroñés hasta 2021.

## Trayectoria
Su formación en el fútbol fue en los filiales de la Real Sociedad, llegando al filial, en Segunda División B  la temporada 2007-08. A finales de junio de 2012 firmó con la SD Eibar, también en el tercer nivel. En la primera temporada, jugó un total de casi 4000 minutos entre todas las competiciones disputadas para consiguiendo el ascenso en los playoffs.
El 28 de septiembre de 2013 debutó en Segunda División, en la derrota 3-2 como visitante contra Sporting de Gijón. En esa misma temporada el conjunto eibarrés consiguió un histórico ascenso a la Primera División de España siendo Errasti una pieza importante en dicho logro.
Ya en Primera, en la primera vuelta el equipo acabó con 27 puntos, dejando muy buenas sensaciones y siendo la revelación de la Liga. Sin embargo, en la segunda vuelta no se repiten los mismos resultados y su equipo acaba perdiendo la categoría tras sumar apenas 7 puntos en los últimos 20 partidos. Errasti apareció en 25 partidos en la temporada de su debut. Sin embargo, días después, la LFP desciende al Elche C. F. por impagos y problemas económicos, y el Eibar ocupa su plaza, regresando así a Primera. 
En marzo de 2019 firmó por el Elana Toruń de II Liga de Polonia, después de varios meses sin equipo. Cuatro meses después, en julio, firmó por dos temporadas con la Unión Deportiva Logroñés.

## Clubes
| Club              | País    | Periodo   | Partidos (goles) |
| ----------------- | ------- | --------- | ---------------- |
| Real Sociedad "B" | España  | 2008-2012 | 115 (20)         |
| Eibar             | España  | 2012-2015 | 107 (21)         |
| Spezia            | Italia  | 2015-2017 | 50 (12)          |
| A.D. Alcorcón     | España  | 2017-2019 | 52 (10)          |
| Elana Torun       | Polonia | 2019      | 7 (0)            |
| U.D. Logroñés     | España  | 2019-2021 |                  |